# قائمة الأمهات الأصغر سنا
هذه قائمة بأصغر الفتيات اللواتي أولدن وأعمارهن تقل عن 11 (ليس وقت الحمل).

## قوائم

### عمر 5 سنوات
| التاريخ      | الأم        | عمر الأم        | الأب  | الدولة | وصف |
| 14 مايو 1939 | لينا ميدينا | 5 سنوات، 7 أشهر | مجهول | بيرو   | ذكرت لينا ميدينا، من مقاطعة تيكربو في بيرو، بعملية قيصرية في ليما في سن الخامسة والنصف. كان الرضيع يزن 2.69 كجم (5.9 رطل)، وبطول 47.5 سم (18.7 بوصة) يدعى جيراردو. أأخذها والدا مدينة، اللذان اعتقدا أن ابنتهما مصابة بورم، إلى المستشفى، حيث تبين أنها حامل في شهرها السابع عندما كان عمرها حوالي 5 سنوات و 6 أشهر. أنجبت بعد شهر ونصف. من خلال استجواب والديها، فهم الأطباء أن ميدينا قد دخلت في سن البلوغ المبكر (عندما يتم تنشيط الغدد الهرمونية في وقت مبكر من المعتاد) في وقت مبكر جدا بعد ولادتها. قبض على والد ميدينا للاشتباه في الاعتداء الجنسي، لكن تم إطلاق سراحه لاحقا بسبب نقص الأدلة، ولم يتم تحديد والد البيولوجي للطفل أبدا. |

### عمر 6 سنوات
| التاريخ       | الأم   | عمر الأم        | الأب                 | الدولة                                     | وصف |
| 7 يونيو 1932  | اتش    | 6 سنوات، 7 أشهر | مجهول                | الهند البريطانية (الآن الهند)              | البالغة من العمر 6 سنوات معروفة فقط باسم "H." أنجبت بالعملية القيصرية فتاة تزن 4.19 رطل (1.90 كجم) في مستشفى فيكتوريا زانانا في دلهي، الهند. تم قبولها في البداية لما كان يعتقد أنه ورم في البطن، حيث اشتكت من الألم المتروي في بطنها السفلي. وقال والدها إنها كانت7، لكن السجلات المدنية أعطت تاريخ ميلادها في 11 أكتوبر 1925، مما يجعلها تبلغ من العمر 6 سنوات و7 أشهر في وقت الولادة. لم تحض ابدًا، وكانت ثدييها لا تزال بعيدة عن التطور الكامل، لكنها كانت قادرة على الرضاعة الطبيعية لطفلها لمدة 9 أشهر. |
| 19 أغسطس 1934 | "ليزا" | 6 سنوات         | جدها من الأم 70 عاما | الاتحاد السوفيتي الأوكراني (اوكرانيا الآن) | كانت يلزافيتا بانتويفا (ليزا) تبلغ من العمر 5 سنوات عندما اغتصبها جدها البالغ من العمر 70 عامًا من أمها وحملها. كانت قد احتفلت بعيد ميلادها السادس قبل عدة أيام من الولادة. لم يرغب والدا بانتويفا في أن يقوم أطباء التوليد بعملية قيصرية، لأنها كانت تعتبر خطيرة في ذلك الوقت. أنجبت في خاركيف بمساعدة الملقط والكامشات. ماتت الطفلة التي يبلغ وزنها 3 كجم (6.6 رطل) و 52 سم (20 بوصة) أثناء المخاض بسبب تمزق المشيمة المبكر. لقد ولدت في فترة ولايتها الكاملة ويبدو أنها في حالة جيد، ووفقًا للأطباء، كانت ستنجو إذا تم استخراجها بسرعة أكبر وإحيائها وتزويدها بالأكسجين. بعد الحادثة هاجرت الأسرة إلى الشرق الأقصى السوفياتي، وأخذت معهم جد الفتاة، ولم يسمع أي شيء عنها مرة أخرى. |

### العمر 8 سنوات
| تاريخ           | الأم                    | عصر الأم        | أب                                          | دولة                                         | وصف |
| 5 ديسمبر 1759   | آنا الشمالر             | 8 سنوات، 9 أشهر | عمها                                        | الكونفدريجية السويسرية القديمة (الآن سويسرا) | أنجبت آنا مومنثالر من لاوبرسويل، كانتون برن، طفلة ميتة عندما كانت في الثامنة من عمرها. |
| 18 ديسمبر 1884. | موم زي                  | 8 سنوات، 4 اشهر | رئيس عكري                                   | ساحل النيجر (الآن نيجيريا)                   | كانت موم زي عضوًا في حريم الزعيم أكيري في جزيرة كالابار. كما أنجبت ابنتها مبكرًا للغاية، مما جعل أمي زي جدة في سن 17 عامًا. |
| أغسطس 1893.     | زى                      | 8 سنوات، 8 أشهر | قريب أو مألوف لرئيس عكري                    | ساحل النيجر (الآن نيجيريا)                   | أصبحت زي، ابنة أم زي، أماً في سن 8 سنوات و 8 أشهر. |
| 8 يناير 1910    | اتش اس اي               | 8 سنوات         | صبي يبلغ من العمر 9 سنوات                   | الصين(الصين الآن)                            | أنجبت طفلة تبلغ من العمر 8 سنوات طفلاً يتمتع بصحة جيدة، من طفل يبلغ من العمر 9 سنوات. هم أصغر الوالدين المسجلين ، في العمر المشترك. كانوا مزارعين، باللقب هسي، من أموي، فوكين. |
| أغسطس 1933.     | مجهولة الهوية           | 8 سنوات         | زوجها [الملاحظة 1]                          | الهند البريطانية (الآن الهند)                | وبحسب ما ورد توفيت فتاة مجهولة الهوية تبلغ من العمر 8 سنوات في كشمير أثناء المخاض مع طفلها. وقالت والدة الفتاة، وهي أرملة فقيرة، إنها اضطرت لقبول عرض زواج ابنتها. |
| 13 سبتمبر 1936  | جريسيلدينا اكيونا       | 8 سنوات، 2 أشهر | صديق الأسرة                                 | كولومبيا                                     | أنجبت جريسيلدينا اكيونا من سان زينون، دائرة ماجديلينا، طفلاً يزن 5 أرطال (2.3 كجم). ورد أنها بدأت الحيض في سن 3. |
| 2 ديسمبر 1957   | هيلدا تروجيلو           | 8 سنوات، 7 أشهر | ابن عمها البالغ من العمر 22 عاما            | بيرو                                         | أنجبت هيلدا تروجيلو فتاة اسمها ماريا ديل روزاريو، وكان وزنها يزيد عن 6 أرطال (2.7 كجم) ، في مستشفى في ليما. على عكس ما ورد في تايم في 16 ديسمبر 1957، والعديد من المصادر الأخرى، لم تكن تبلغ من العمر 9 سنوات ، بل كانت أصغر بسنة واحدة. كان المغتصب ابنة عم تبلغ من العمر 22 عامًا كانت تقيم في منزل عائلتها المكون من غرفة واحدة. تم القبض عليه في وقت لاحق.                                                             |
| 12 يناير 1993   | زولما غوادالوبي موراليس | 8 سنوات         | عمها                                        | المكسيك                                      | زولما غوادالوبي موراليس، 8 أعوام، اغتصبها عمها. أنجبت طفلًا وزنه 7.04 رطل (3.19 كجم) بعملية قيصرية في مستشفى في غوادالاخارا، خاليسكو. |
| 11 أكتوبر 2004  | مجهولة الهوية           | 8 سنوات، 5 شهور | موظف يبلغ من العمر 32 عاما في السوق السوداء | كولومبيا                                     | تم الكشف عن حمل فتاة مجهولة الهوية من قبل شرطي شكك في بداية سبتمبر 2004 عندما لاحظ تورم بطن الفتاة واعتقد أنها تتعرض للاستغلال من قبل مهربي المخدرات. بعد إجراء الأشعة السينية على الفتاة، أخبر الضابط والدتها أن الفتاة حامل؛ أكد المستشفى أنها كانت في الأسبوع الثاني والثلاثين من الحمل. كشفت الفتاة أنها عندما ذهبت إلى صيدلية في سيوداد بوليفار، لجلب دواء والدتها المريضة، اغتصبها موظف هناك. أنجبت في مستشفى ميسن. |

### عمره 9 سنوات
| تاريخ          | الأم                         | عصر الأم               | أب                                                                    | دولة                             | وصف |
| 18 مارس 188.   | مجهولة الهوية                | 9 سنوات، 7 أشهر        | شاب من الحي الذي فر إلى أمريكا للهروب من القبض                        | المملكة المتحدة                  | هنري دود من ريلينجتون، يوركشاير، ورد أنه أنجب طفلاً يزن 7 أرطال (3.2 كجم) لفتاة تبلغ من العمر تسع سنوات في عام 1881. وذكر أن الطفل لديه ثلاثة أصابع فقط في قدمه اليسرى وأنه مات من تشنجات في وقت ما بعد الولادة. وبحسب ما ورد بدأت الفتاة في الحيض في الثانية عشرة من عمرها. |
| 16 مارس 1908   | ايستيل ب                     | 9 سنوات                | مجهول                                                                 | الولايات المتحدة الأمريكية       | أفاد الدكتور في آي بيتمان من كاداريتا، ميسيسيبي، أنه أنجب طفلاً يزن 7 أرطال (3.2 كجم) إلى إستيل ب. |
| 28 أغسطس 1957  | مجهولة الهوية                | 9 سنوات، 5 شهور        | مجهول                                                                 | الولايات المتحدة الأمريكية       | أنجبت فتاة تبلغ من العمر 9 سنوات طفلاً خديجًا يزن 2.5 رطل (1.1 كجم) في المركز الطبي بجامعة أركنساس في ليتل روك، أركنساس. |
| 28 مارس 1966   | مجهولة الهوية                | 9 سنوات                | مجهول                                                                 | جنوب أفريقيا (الآن جنوب أفريقيا) | طفلة تبلغ من العمر تسع سنوات من براكبان، جنوب إفريقيا، أنجبت طفلًا بعملية قيصرية في مستشفى على بعد 30 ميلاً (48 كم) شرق جوهانسبرغ. |
| 18 أكتوبر 1967 | ماريا يولاليا اليندي         | 9 سنوات                | ايرينستو ايليندي، ابن عمها في أوائل العشرينات                         | الأرجنتين                        | ماريا يولاليا أليندي، من قرية في شمال مقاطعة قرطبة، أنجبت طفلاً يزن 7 أرطال (3.2 كجم) في مستشفى في مدينة قرطبة. اختفى إرنستو أليندي، ابن عمها ووالدها المزعوم، قبل شهرين من الولادة وطلبت الشرطة ذلك. |
| 5 ديسمبر 1968  | مجهولة الهوية                | 9 سنوات                | فتى مزرعة من قريتها                                                   | الأرجنتين                        | أنجبت فتاة من كاشاري طفلًا يزن 5 أرطال (2.3 كجم) في مستشفى في أزول، مقاطعة بوينس آيرس. وبحسب تقارير صحفية، عرض الأب الشاب الزواج من الفتاة، لكن والديها رفضا موافقتهما. |
| 11 يونيو 1971  | مجهولة الهوية                | 9 سنوات                | وبحسب ما ورد سعى أبيها من قبل الشرطة                                  | بيرو                             | أنجبت فتاة تبلغ من العمر 9 سنوات من حي البورفينير في ليما صبي يزن 7 رطل (3.2 كجم) في مستشفى في نفس المدينة. |
| 10 يوليو 1980  | فينيسيا زوجس                 | 9 سنوات                | مجهول                                                                 | جنوب غرب إفريقيا (الآن ناميبيا)  | أنجبت فينيسيا زوجس، وهي فتاة دامارا، بعملية قيصرية لصبي يبلغ وزنه 3 كجم (6.6 رطل) في مستشفى في أوتجوارونجو. |
| 25 مارس 1986   | ماريا إليان يسوع ماسكارينهاس | 9 سنوات، 5 شهور        | كوزم بريمو دوس سانتوس، ابن أخيه البالغ من العمر 16 عاما من قبل التبني | البرازيل                         | ماريا إليان جيسوس ماسكارينهاس، فتاة يتيمة تبناها عمال المزارع الريفيون بعد وفاة والدتها أثناء الولادة، ولدت بعملية قيصرية لفتاة وزنها 7 أرطال (3.2 كجم) تدعى ديان في جيكي. |
| أبريل 1986.    | مجهولة الهوية                | 9 سنوات                | مجهول                                                                 | كينيا                            | سلمت فتاة مجهولة الهوية ابنة في مستشفى كينياتا في نيروبي. |
| 12 مارس 1990   | مجهولة الهوية                | 9 سنوات                | مجهول                                                                 | ديك رومى                         | أنجبت فتاة تبلغ من العمر 9 سنوات صبياً بعملية قيصرية في عيادة في أفيون قره حصار. وبحسب الجراح الذي ساعد في الولادة، الدكتور محمد تيليك، فإن الأم رسمياً تبلغ من العمر 9 سنوات "لكنها، في رأينا، أكبر من ذلك ببضع سنوات". |
| نوفمبر 1994.   | ليلى مافي                    | 9 سنوات                | رجل دفع والديها للسماح له بالاغتصاب لها، ربما قريب.                   | إيران                            | وفقًا للمعلومات التي جمعتها منظمة العفو الدولية، ليلى مافي، من أراك، إيران، كانت والدتها تمارس الدعارة بدءًا من سن الثامنة. يبلغ من العمر 8 سنوات). أنجبت ثلاثة أطفال، أولهم في سن التاسعة ثم توأمان في سن الرابعة عشرة. وفي سن التاسعة عشرة، أدينت وواجهت عقوبة الإعدام لارتكابها "جرائم أخلاقية" مثل الفجور وسفاح القربى والأمومة غير الشرعية. وتدخل المحامي شادي صدر نيابة عنها وبمساعدة محمود عامري مقدم ومنظمة العفو الدولية (من بين آخرين) ، تم تخفيف الحكم الصادر ضدها إلى الضرب العلني والسجن. بعد عام 2006، تم إرسال السيدة "م" إلى مركز إعادة التأهيل وأتت في النهاية للإقامة في شقة مع القائم بأعمالها.                            |
| 26 فبراير 2001 | وانوسا جانمك                 | 9 سنوات                | زوجها البالغ من العمر 27 عاما [الملاحظة 1]                            | تايلاند                          | وانويزا جانموك، المتزوجة في الثامنة من عمرها، أنجبت فتاة عندما كانت في التاسعة من عمرها في مستشفى في فيتشابون. |
| 1 أبريل 2003   | ماريا                        | 9 سنوات، 3 اشهر        | زوجها                                                                 | السلفادور                        | ماريا، من كانديلاريا دي لا فرونتيرا، ولدت بعملية قيصرية لصبي أسمته خوسيه مانويل. ذكرت ماريا أن زوج والدتها اغتصبها مرارًا وتكرارًا وأنه حملها. |
| 1 مارس 2004    | مجهولة الهوية                | 9 سنوات                | طالب في مدرستها                                                       | سنغافورة                         | أنجبت فتاة سنغافورية ولدا بعد أن حملها زميل في مدرستها. اعتقدت والدتها في البداية أنها مصابة بعدوى في المسالك البولية، ولكن عند أخذها إلى الطبيب، علمت أنها حامل بالفعل في شهرها السادس. تم وضع الطفل للتبني. |
| 25 ديسمبر 2004 | مجهولة الهوية                | 9 سنوات، 11 شهر        | مراهق في حيها                                                         | كولومبيا                         | فتاة من ميديلين، أنتيوكيا، ولدت في أوائل كانون الثاني (يناير) 1995، أنجبت طفلًا خديجًا بعملية قيصرية في يوم عيد الميلاد 2004، في 9 سنوات و 11 شهرًا. تركت المدرسة بعد ثلاث سنوات فقط، الأمر الذي أثار استياء والدتها البالغة من العمر 36 عامًا. حملت الفتاة من قبل مراهقة من الحي أقسمت على حماية هويتها. حملت مرة أخرى في سن 10 ونص، وهذه المرة على يد رجل في الأربعينيات من عمره ساعد الفتاة البالغة من العمر 10 سنوات في مرحلة الأمومة المبكرة. في 10 فبراير 2006، أنجبت طفلها الثاني في سن 11 عامًا وشهر واحد. اعتبرت الخدمات الاجتماعية ووالدتها أنه من الأفضل وضعها في منزل للأمهات المراهقات، حيث سيتم الإشراف عليها ومراقبتها حتى سن 18. |
| ديسمبر 2005.   | مجهولة الهوية                | 9 سنوات                | إيمانويل مبزوموتيما، منزل بوسب العائلة                                | رواندا                           | حملت فتاة مجهولة الهوية بعد أن اغتصبها رجل منزل والديها. أنجبت طفلاً بعملية قيصرية في مستشفى في بوتاري، رواندا. خضعت الفتاة لنمو ثدييها في السادسة من عمرها وظهرت الدورة الشهرية في سن الثامنة. |
| 7 يوليو 2006   | مجهولة الهوية                | 9 سنوات                | مجهول                                                                 | البرازيل                         | فتاة من أبورينا، وهي من السكان الأصليين من غابات الأمازون المطيرة في البرازيل، أنجبت فتاة تزن حوالي 2.2 كيلوغرام (4.9 رطل) بعملية قيصرية في مستشفى في ماناوس. |
| 2 ديسمبر 2006  | nuvia v. t.                  | 9 سنوات                | أبيليو أروستاي بيرمبي، ابن عمها البالغ من العمر 28 عاما               | بيرو                             | فتاة من هوانوكو، بيرو، أنجبت طفلاً يبلغ وزنه 2.5 كجم (5.5 رطل) و47 سم (19 بوصة) عن طريق عملية قيصرية في مستشفى في ليما في عيد ميلادها التاسع. حملت بعد أن اغتصبها اثنان من أبناء عمومتها. كان أحد المغتصبين يبلغ من العمر 17 عامًا والآخر يبلغ من العمر 28 عامًا ؛ تم التعرف على أفيليو ، 28 عامًا ، على أنه الأب باستخدام اختبار الحمض النووي. |
| 20 مارس 2007   | مجهولة الهوية                | 9 سنوات                | مجهول                                                                 | فيلبيني                          | أفادت وسائل الإعلام المحلية أن طفلة تبلغ من العمر 9 سنوات أنجبت في بارانجاي تورو ، بوكاوي ، قبل أسبوع واحد فقط من ولادة طفلة تبلغ من العمر 11 عامًا في نفس الحي. |
| يوليو 2007.    | مجهولة الهوية                | 9 سنوات، 8 أشهر        | أندريه غابرييل، والدها البالغ من العمر 57 عاما                        | هندوراس                          | في لا ايسبيرانزا ، حملت ابنة اندريس جابرل وماريا لورينزو في سن التاسعة. بدأ والدها في الاعتداء عليها جنسيًا عندما كانت في السادسة من عمرها. عند اكتشاف الحمل ، حاول لورينزو إقناعها بإخبار السلطات بأنها تبلغ من العمر 13 عامًا بدلاً من 9 + 1⁄2، وأن جبرائيل كان زوج والدتها. أنجبت الفتاة ابنة أسمتها سيندي أليخاندرا بعملية قيصرية في تيغوسيغالبا. وحُكم على جبرائيل فيما بعد بالسجن 30 عامًا ؛ وذُكر أن الأطباء في هندوراس اندهشوا من حقيقة أن الفتاة لم تكن قد تعرضت للدورة الشهرية بعد. |
| 27 يوليو 2008  | مجهولة الهوية                | 9 سنوات، 8 أشهر        | زوجها البالغ من العمر 32 عاما                                         | هندوراس                          | في سان بيدرو سولا ، قام رجل يبلغ من العمر 32 عامًا باغتصاب ابنة زوجته مرارًا وتكرارًا ، منذ أن كانت في الثامنة من عمرها. حملت في ديسمبر 2007، بعد وقت قصير من عيد ميلادها التاسع. في أوائل يونيو ، تم إدخال الفتاة إلى المستشفى بسبب الغثيان والقيء، وتفاجأ الأطباء عندما اكتشفوا أنها حامل في شهرها السادس. أنجبت ولدا في أواخر تموز (يوليو) 2008. واعتقل زوج الأم والبحث عن الأم. [الإطار الزمني؟] زعمت الشرطة أنها كانت تعلم أن مورازان راوداليس اغتصب ابنتها ، لكنها لم تفعل شيئًا لمنع ذلك ، وبدلاً من ذلك هددت الفتاة. تم وضع الفتاة في رعاية [بحاجة لمصدر] مع طفلها.                                                                      |
| نوفمبر 2008.   | مجهولة الهوية                | 9 سنوات                | جارها البالغ من العمر 31 عاما الذي رافقها بانتظام إلى المدرسة         | كولومبيا                         | أنجبت فتاة من الريف المحيط ببوكارامانغا ، كولومبيا ، طفلاً في منتصف نوفمبر / تشرين الثاني 2008 عن طريق عملية قيصرية في سن 9 سنوات. اكتشف طبيب من إدارة صحة رعاية الطفل في منتصف أغسطس أنها حامل في شهرها الخامس. ورّطت الفتاة جارتها البالغة من العمر 31 عامًا ، والتي كانت ترافقها بانتظام عبر مسارات مهجورة إلى مدرستها الريفية ، حيث كانت في الصف الخامس. وذكرت أنه في منتصف مارس ألقى بها على الأرض في الغابة واغتصبها. |
| 27 يناير 2010  | مجهولة الهوية                | 9 سنوات                | غير معروف، على الرغم من أن والدها يشتبه في اغتصابها                   | الصين                            | فتاة من سونغيوان ، الصين ، أنجبت طفلًا يزن 6 أرطال (2.7 كجم) بعملية قيصرية في مستشفى في تشانغتشون. الظروف المحيطة بحمل الفتاة غير معروفة بوضوح ، وسعى والداها للحصول على مساعدة قانونية بمجرد اكتشاف ذلك. |
| 15 مايو 2010   | مجهولة الهوية                | 9 سنوات                | جار يبلغ من العمر 14 عاما                                             | ماليزيا                          | أنجبت فتاة صينية تبلغ من العمر 9 سنوات من بينانغ بماليزيا ولدا يتمتع بصحة جيدة. لم يتم تقديم أي تقرير للشرطة من قبل الوالدين، الذين كانوا يعلمون أن الأب هو جارهم البالغ من العمر 14 عامًا والذي تحبه ابنتهم. |
| 1 أكتوبر 2010  | ف. زينة                      | 9 سنوات، 11 شهر        | S.D. عمه مستأجر جدتها                                                 | السنغال                          | الطفلة اليتيمة "زينة" كانت من حي في داكار بالسنغال ، وربتها جدتها. كان للجدة مستأجر. عم المستأجر البالغ من العمر 60 عاما اغتصب الفتاة اليتيمة. مع ملاحظة غياب الدورة الشهرية وزيادة الوزن ، علمت جدتها وعمتها بحملها في شهر يونيو عندما كانت حاملاً في شهرها الخامس. أنجبت زينة بعملية قيصرية في مستشفى جراند يوف ابنة رفضتها. |
| 27 يناير 2013  | دافن                         | 9 سنوات (متنازع عليها) | مجهولة الهوية                                                         | المكسيك                          | أفاد الدكتور إنريكي راباغو، مدير مستشفى زوكيبان، أن الطفلة والطفل بصحة جيدة وعادا إلى المنزل بعد خضوعهما لعملية قيصرية. دافني هي واحدة من 11 طفلاً وتعيش في إكستلاهواكان دي لوس ميمبريلوس. كان الأب البالغ من العمر 17 عامًا ودافني يتواعدان. كان البحث جاريًا عن والد الطفل البالغ من العمر 17 عامًا، والذي قد يكون متهمًا جنائيًا بإقامة علاقة جنسية مع الفتاة الصغيرة. وبحسب ما ورد تم تعقيمها بعد وقت قصير من الولادة. ومع ذلك ، ظهرت أسئلة حول عمرها الحقيقي، حيث بدت وكأنها في سن الخامسة عشرة تقريبًا. ربما كان الأب هو والد دافني البالغ من العمر 44 عامًا                                                                                  |

10 سنوات
| تاريخ           | الأم                     | عمر الأم          | الأب                                                                         | الدولة                                         | وصف |
| 20 أبريل 1834   | سالي دويز                | 10 سنوات          | مجهول                                                                        | الولايات المتحدة الأمريكية                     | روليت سالي ديويز من مقاطعة بتلر ، كنتاكي ، أنجبت فتاة تزن 7.75 رطل (3.52 كجم). يُزعم أن ديويز طور ثديًا في غضون أسابيع من الولادة وبدأ الحيض في 12 شهرًا. |
| 1 فبراير 1858   | إليزابيث ديتون           | 10 سنوات، 8 أشهر  | ذكرت أن عمرها 15-17 سنة                                                      | الولايات المتحدة الأمريكية                     | تم الإبلاغ عن أن إليزابيث درايتون من تونتون ، ماساتشوستس ، ولدت بشكل طبيعي لطفل يزن 8 أرطال (3.6 كجم) بعد أن كانت في المخاض لمدة يومين أو ثلاثة أيام. |
| أبريل 1873.     | مجهولة الهوية            | 10 سنوات، 6 اشهر  | "رجل نبيل"                                                                   | الهند البريطانية (الآن الهند)                  | في حساب نُشر عام 1873، وصف سي ماكنمارا أنه تم استدعاؤه في أوائل الربيع لفحص طفل رضيع في كلكتا ، قيل إنه ولد لطفلة تبلغ من العمر 10 سنوات. |
| 10 سبتمبر، 1895 | آني ه.                   | 10 سنوات، 1 شهر   | مجهول                                                                        | الولايات المتحدة الأمريكية                     | آني هـ. التي ولدت في مقاطعة بلاند بولاية فيرجينيا ، أنجبت طفلة تزن 5 أرطال (2.3 كجم). نظرًا لأن ثدي الفتاة غير مكتمل النمو ولا تستطيع إنتاج الحليب ، فإن والدتها ، التي أنجبت طفلاً قبل بضعة أشهر ، كانت ترضع طفلها طوال الأسبوع الذي تعيش فيه. قيل أن آني هـ بدأت الحيض بانتظام في سن الخامسة. |
| 13 ديسمبر 1905  | سالي إليسون              | 10 سنوات، 2 أشهر  | مجهول                                                                        | الولايات المتحدة الأمريكية                     | أنجبت سالي إليسون طفلاً يزن 8 أرطال (3.6 كجم) في سن 10 سنوات وشهرين في بريستول ، فيرجينيا. |
| 9 أبريل 1910    | آني ابس                  | 10 سنوات          | مجهول                                                                        | الولايات المتحدة الأمريكية                     | أنجبت إليزابيث إيروين من مقاطعة هاردين بولاية أوهايو طفلاً يزن 7 أرطال (3.2 كجم) في عام 1922. وبحسب ما ورد صلى القس إيروين من أجل إنقاذ هيئة المحلفين التي أدانته فيما بعد. |
| 30 يوليو 1922   | إليزابيث إيروين          | 10 سنوات          | زوج زوجها، مشحونة بالمساهمة في جنوح لها                                      | الولايات المتحدة الأمريكية                     | أنجبت ماري كافندر من مقاطعة هيدالغو، تكساس، طفلًا يزن 4.5 رطل (2.0 كجم) في عام 1923. اعترف ويلي لارو بأبوه. واتُهم بإقامة "علاقات غير لائقة" مع كافندر وحُكم عليه بالسجن لمدة 15 عامًا. |
| فبراير 1923.    | ماري كربندر              | 10 سنوات          | ويلي لارو، الابن البالغ من العمر 26 عاما من الآباء والآباء الفتاة            | الولايات المتحدة الأمريكية                     | ماري كودرز مقاطعة هيدالغو، تكساس، أنجبت صبي يزن 4.5 رطل (2.0 كجم) في عام 1923. الاعتراف بأبوةه، ويلي ويلي لارو اتهم بوجود "علاقات غير لائقة" مع المجموف وحكم عليه بالسجن 15 عاما. |
| 4 أبريل 1930    | الشران جونسون            | 10 سنوات          | مجهول                                                                        | الولايات المتحدة الأمريكية                     | أنجبت إيفيلان جونسون طفلاً يزن 8 أرطال (3.6 كجم) في مستشفى في مدينة يازو، ميسيسيبي، في عام 1930. |
| 10 أكتوبر 1939  | ماريا جوستينا ليز        | 10 سنوات          | صديقها                                                                       | الأرجنتين                                      | ماريا جوستينا ليز من فيلا مرسيدس، سان لويس، الأرجنتين، أنجبت فتاة في مستشفى سان روكي في عام 1939. وبحسب ما ورد قدم والد الطفل التماسًا من أجل الحق في الزواج من الأم ، حيث كان الزواج ممنوعًا على الفتيات دون سن 13 عامًا. |
| 10 يناير 1944   | مجهولة الهوية            | 10 سنوات          | مجهول                                                                        | الولايات المتحدة الأمريكية                     | أنجبت فتاة بشكل طبيعي ابنة تزن 8.5 رطل (3.9 كجم) في مستشفى في مونهانس ، تكساس ، في عام 1944. |
| 3 مارس 1949     | مجهولة الهوية            | 10 سنوات          | مجهول                                                                        | الولايات المتحدة الأمريكية                     | أنجبت فتاة ابنة تزن 7.3 رطل (3.3 كجم) في مستشفى في ويلمنجتون بولاية ديلاوير في عام 1949. |
| 20 مايو 1949    | مجهولة الهوية            | 10 سنوات، 7 أشهر  | مجهول                                                                        | الولايات المتحدة الأمريكية                     | أنجبت فتاة صبيا يزن 7.8 رطل (3.5 كجم) في مستشفى باربر في بتلر ، ألاباما ، في عام 1949. |
| 25 مايو 1950    | سارة مور                 | 10 سنوات، 7 أشهر  | مجهول                                                                        | الولايات المتحدة الأمريكية                     | أنجبت سارة مور قبل الأوان فتاة أسمتها سارة لي مور في تشارلستون ، ميسيسيبي ، في عام 1950. |
| 21 يونيو 1950   | مجهولة الهوية            | 10 سنوات          | مجهول                                                                        | الولايات المتحدة الأمريكية                     | أنجبت فتاة طفلاً يزن 6.5 رطل (2.9 كجم) في مستشفى في أوماها ، نبراسكا ، في عام 1950. |
| 13 يوليو 1951   | مجهولة الهوية            | 10 سنوات          | مجهول                                                                        | الولايات المتحدة الأمريكية                     | أنجبت فتاة ولدا يزن 7.19 رطلا (3.26 كجم) في بيكايون ، ميسيسيبي ؛ كانت والدة الفتاة تبلغ من العمر 23 عامًا في ذلك الوقت. |
| 14 يونيو 1953   | مجهولة الهوية            | 10 سنوات          | رجل يبلغ من العمر 50 عاما يعيش في نفس مبنى الشقق مثل أولياء أمورها           | الولايات المتحدة الأمريكية                     | أنجبت فتاة ابنة تزن 5.94 رطل (2.69 كجم) في منزل للأمهات غير المتزوجات في يونجستاون ، أوهايو ، في عام 1953. |
| 30 نوفمبر 1954  | فيليسيا ديلجادو غوميز    | 10 سنوات          | مجهول                                                                        | كوستا ريكا                                     | أنجبت فيليسيا ديلجادو غوميز بعملية قيصرية لطفل يزن 5.75 رطل (2.61 كجم) في مستشفى في ليمون ، كوستاريكا ، في عام 1954. |
| 3 أغسطس 1956    | مجهولة الهوية            | 10 سنوات          | شقيقها البالغ من العمر 18 عاما، الذي اعتقل                                   | الولايات المتحدة الأمريكية                     | فتاة من مقاطعة سبارتانبورغ ، ساوث كارولينا ، أنجبت طفلًا يزن 6 أرطال (2.7 كجم) بعملية قيصرية في مدينة سبارتانبورغ. |
| 22 يناير 1958   | مجهولة الهوية            | 10 سنوات          | تم اتهام زوج أختك الأكبر سنا، البالغ من العمر 28 عاما،                       | الولايات المتحدة الأمريكية                     | أنجبت فتاة بعملية قيصرية لطفل يزن 7 أرطال (3.2 كجم) في مستشفى في سان فرانسيسكو. |
| 6 فبراير 1964   | ماريا سانشيز جونزاليس    | 10 سنوات          | مجهول                                                                        | المكسيك                                        | ماريا سانشيز غونزاليس من كولونيا موريلوس ، مكسيكو سيتي أنجبت طفلًا يزن 5.5 رطل (2.5 كجم) بعملية قيصرية. |
| 12 فبراير 1964  | مجهولة الهوية            | 10 سنوات، 4 أشهر  | صبي يبلغ من العمر 16 عاما، ابنها                                             | الولايات المتحدة الأمريكية                     | أنجبت طفلة تبلغ من العمر 10 سنوات بعملية قيصرية لابنة تزن 5.94 رطل (2.69 كجم) في مستشفى في شيكاغو. |
| 17 سبتمبر 1967  | هورتينيا غوميز خوان      | 10 سنوات          | جار عائلتها الذي عملت الفتاة كخادم؛ تم اعتقاله من أجل الاغتصاب               | المكسيك                                        | أنجبت هورتينسيا جوميز خوان طفلاً يزن 4.44 رطلاً (2.01 كجم) في خالابا ، المكسيك ، في عام 1967 |
| 29 نوفمبر 1968  | مجهولة الهوية            | 10 سنوات          | مجهول                                                                        | بلجيكا                                         | في عام 1968، أنجبت طفلة تبلغ من العمر 10 سنوات عملية قيصرية في أنتويرب ، بلجيكا. |
| يوليو 1969.     | مجهولة الهوية            | 10 سنوات          | مجهول                                                                        | الولايات المتحدة الأمريكية                     | ولدت فتاة بشكل طبيعي إلى صبي يزن 5.63 رطل (2.55 كجم) في مستشفى الإسكندرية في الإسكندرية، فرجينيا، في 29 يوليو 1969. |
| 14 أغسطس 1971   | ميترا فونتورا            | 10 سنوات          | مجهول                                                                        | الأرجنتين                                      | ميرتا فونتورا ، فتاة من بيلار بارتيدو ، الأرجنتين ، أنجبت طفلًا وزنه 6.5 رطل (2.9 كجم) بعملية قيصرية في مستشفى في بيلار. |
| 25 مايو 1979    | مجهولة الهوية            | 10 سنوات          | مجهول                                                                        | الولايات المتحدة الأمريكية                     | أنجبت فتاة في العاشرة من عمرها ستة أسابيع قبل الأوان لتوأم ، كلتاهما تزن 3.38 رطل (1.53 كجم) ، عن طريق تحريض المخاض في مستشفى في إنديانابوليس ، إنديانا. يُعتقد أنها كانت أصغر أم لتوأم في تاريخ الولايات المتحدة في ذلك الوقت. |
| 7 يوليو 1982    | مجهولة الهوية            | 10 سنوات          | مجهول                                                                        | الولايات المتحدة الأمريكية                     | أنجبت فتاة في العاشرة من العمر من بلدة ريفية في شرق تكساس طفلة مبكرة ، تزن 4.5 رطل (2.0 كجم) ، في مستشفى هيرمان في هيوستن. تم حجب جميع التفاصيل الأخرى بناء على طلب. |
| 5 أبريل 1984    | مجهولة الهوية            | 10 سنوات، 8 أشهر  | كلاهما اتهم كلاهما عمي الفتاة وزوج أحد عباباتها برمزها                       | الولايات المتحدة الأمريكية                     | أنجبت طفلة تبلغ من العمر 10 سنوات بشكل طبيعي طفلة تبلغ 6.25 رطل (2.83 كجم) في شيكاغو. ذهبت الفتاة ، التي لم تكن تعرف أنها حامل ، إلى مستشفى سانت أنتوني في 4 أبريل للحصول على علاج من آلام في البطن ، وتم نقلها إلى وحدة الأمومة عالية الخطورة في مستشفى مقاطعة كوك في اليوم التالي. اتُهم عم الفتاة وزوج جليسة الأطفال باغتصابها: اعترف العم بذلك ست مرات ، لكن زوج جليسة الأطفال نفى هذه المزاعم وأجرى جهاز كشف الكذب. |
| 5 أبريل 1996    | مجهولة الهوية            | 10 سنوات          | جار                                                                          | البرازيل                                       | في عام 1996، أنجبت طفلة تبلغ من العمر 10 سنوات بعملية قيصرية في روندونوبوليس ، ماتو غروسو. اغتصبها أحد الجيران. |
| يوليو 1998.     | مجهولة الهوية            | 10 سنوات، 5 شهور  | بول نارفيوس، رفيق عمره 50 عاما                                               | الولايات المتحدة الأمريكية                     | استغل بول نارفيوس ، 50 عامًا ، علاقته بوالدتها التي استمرت بضعة أشهر بين أواخر عام 1997 وأوائل عام 1998، اغتصب الفتاة 19 مرة عندما كان عمرها بين 9 ونصف و 10 سنوات. كشفته وولدت في مقاطعة سان ماتيو ، كاليفورنيا. تم الكشف عن أن نارفيوس هو والد الطفل من خلال أدلة الحمض النووي. حُكم عليه في 8 سبتمبر 1999، بالسجن 31 عامًا ، بما في ذلك 26 عامًا أمنيًا ، وغرامة 40 ألف دولار ، مع حظر إعادة الاقتراب من الأم وابنتها وطفلها. نارفيوس مسجون حاليًا في مستعمرة كاليفورنيا للرجال وسيكون مؤهلاً أولاً للإفراج المشروط في يناير 2023. |
| 25 سبتمبر 2000  | مجهولة الهوية            | 10 سنوات          | شقيقها البالغ من العمر 28 عاما، الذي اعتقل عن تهمة الاغتصاب                  | الأرجنتين (في الأصل من بوليفيا)                | أنجبت فتاة من بوليفيا ابنة تزن 2.5 كيلوغرام (5.5 رطل) بعملية قيصرية في مستشفى في باركي باتريسيوس. بوينس ايرس. |
| 23 سبتمبر 2002  | مجهولة الهوية            | 10 سنوات          | تم اعتقال رجل يبلغ من العمر 38 عاما وشقيق صديقها للأم الفتاة.                | القديسة لوسيا                                  | أنجبت طفلة تبلغ من العمر 10 سنوات طفلاً يزن 4 أرطال (1.8 كجم) في سانت لوسيا. |
| 13 نوفمبر 2003  | مجهولة الهوية            | 10 سنوات          | مجهول                                                                        | بيرو                                           | فتاة من منطقة مونزون ، بيرو ، أنجبت طفلًا وزنه أكثر من 3 كجم (6.6 رطل) بعملية قيصرية في مستشفى هيرميليو فالديزان في هوانوكو. |
| 7 يناير 2004    | مجهولة الهوية            | 10 سنوات          | صديقها البالغ من العمر 29 عاما أخته البالغة من العمر 21 عاما                 | الأرجنتين                                      | أنجبت طفلة تبلغ من العمر 10 سنوات طفلاً يزن 3.22 كجم (7.1 رطل) في ميرلو بارتيدو ، الأرجنتين |
| 13 أبريل 2005   | G. R. F.                 | 10 سنوات          | لويس راموس المرجان، زوجها البالغ من العمر 24 عاما                            | شيلي (في الأصل من بوليفيا)                     | فتاة بوليفية تعيش في كالاما، تشيلي، أنجبت طفلاً بعملية قيصرية في مستشفى في أنتوفاجاستا. حملت الطفلة بعد أن اغتصبها زوج أمها في سن التاسعة. سُجنت والدتها ووالدها اللذان جاءا من قرية كولتشاكا في بوتوسي ببوليفيا. |
| 27 يونيو 2005   | جلاديز شيلاجات           | 10 سنوات          | مقدم الرعاية البالغ من العمر 60 عاما التي رعتها منذ طفولتها الأولى           | كينيا                                          | أنجبت غلاديس شيلاجات من كيريشو بمقاطعة ريفت فالي طفلاً وزنه 6.17 رطل (2.80 كجم) بعملية قيصرية في مستشفى المقاطعة. |
| 28 أغسطس 2005   | مجهولة الهوية            | 10 سنوات          | مجهول؛ اشتبهت زوجها وشقيقها                                                  | سويسرا (في الأصل من الكاميرون)                 | أنجبت فتاة صغيرة ابنة في مستشفى في سيون بسويسرا. كانت قد هاجرت من الكاميرون إلى مارتجني ، ثم إلى سيري في سويسرا ، مع أشقائها بعد أن تزوجت والدتها من مواطن سويسري. اعترف رجل يبلغ من العمر 68 عامًا كان على علاقة مع الأم بأنه تحرش بالفتاة ، لكن اختبار الحمض النووي وجد أنه ليس والد الطفل. . |
| 3 أبريل 2006    | مونسيرات الفارادو جوميز. | 10 سنوات، 6 اشهر  | خوان رويلاس مارتينيز، جارة عائلتها البالغ من العمر 47 عاما                   | المكسيك                                        | ولدت مونسيرات ألفارادو جوميز من جارال ديل بروغريسو ، غواناخواتو ، في 16 سبتمبر 1995، بشكل طبيعي لطفلة تزن 2.3 كيلوغرام (5.1 رطل) سمتها ماريسول. رويلاس مارتينيز ، جارتها ، حُكم عليها بالسجن 11 + 1⁄2 سنة بتهمة اغتصابها. |
| أبريل 2006.     | مجهولة الهوية            | 10 سنوات          | وليام إدوارد رونكا، زوجها البالغ من العمر 26 عاما                            | الولايات المتحدة الأمريكية                     | فتاة صغيرة في أبفيل، ساوث كارولينا، أنجبت بعملية قيصرية. زوج والدتها، ويليام إدوارد رونكا، البالغ من العمر 26 عامًا، اغتصبها. تم وضع الطفل للتبني. اعترفت رونكا بالتحرش بالفتاة على مدار عامين وحُكم عليها بالسجن لمدة 25 عامًا وهي مسجونة حاليًا في مؤسسة ألينديل الإصلاحية. أقرب تاريخ ممكن لإصداره هو 19 أبريل 2027. |
| أبريل 2006.     | مجهولة الهوية            | 10 سنوات، 9 أشهر  | ، صديقها الكولومبي البالغ من العمر 30 عاما من جليسة أطفالها، الذي تم اعتقاله | إسبانيا (في الأصل من كولومبيا)                 | أنجبت فتاة كولومبية ابنة في أورينس بإسبانيا. بينما كانت الأم بعيدة ، قامت جليسة الأطفال بالفتيات بوضع صديقها فوق المنزل ، واغتصبها الصديق. |
| 14 يونيو 2006   | مجهولة الهوية            | 10 سنوات          | مجهول                                                                        | البرازيل                                       | في عام 2006، أنجبت طفلة تبلغ من العمر 10 سنوات بعملية قيصرية لطفل في ماريشال ديودورو ، البرازيل. |
| يوليو 2006.     | مجهولة الهوية            | 10 سنوات          | صديقها البالغ من العمر 13 عاما                                               | بلجيكا                                         | أنجبت فتاة من مونتجيني تي ليلول في عام 2006 لطفل أنجبه صديقها وزميلها في المدرسة. بعد أن بدأت في اكتساب الوزن ، اتبعت والدتها نظامًا غذائيًا ، لكن عندما زارت الفتاة الطبيب ، اكتشف أنها حامل في شهرها التاسع. أخبار الولادة لم تصبح معروفة للجمهور حتى عام 2007. |
| 14 أغسطس 2006   | مجهولة الهوية            | 10 سنوات، 5 شهور  | والدها                                                                       | موريشيوس                                       | فتاة صغيرة ولدت في 5 آذار (مارس) 1996، بدأ الحيض في سن الثامنة. ذات يوم في تشرين الثاني (نوفمبر) 2005، مرضت ومكثت في المنزل مع والدها. في ذلك اليوم اغتصبها. أنجبت ابنتها بعملية قيصرية في 14 أغسطس / آب 2006، وسُجن الأب. |
| 20 أكتوبر 2006  | ن.                       | 10 سنوات، 10 أشهر | فرانسيسكو داس شاغاس، صديقها البالغ من العمر 26 عاما                          | البرازيل                                       | ن ، ابنة فرانسيسكا فيريرا دوس سانتوس ولدت في 12 ديسمبر 1995، ولدت بعملية قيصرية لطفلة في مستشفى ساو كاميلو دي إيتابيبوكا في إيتابيبوكا ، البرازيل. كان صديقها ، فرانسيسكو داس شاغاس دي ليما ، هو أيضًا صديقها السابق لأختها البالغة من العمر 14 عامًا. |
| 2 يوليو 2007    | لوسيلا                   | 10 سنوات          | فالسكيز وهو المالك البالغ من العمر 65 عاما                                   | المكسيك                                        | في عام 2007، أنجبت لوسيلا البالغة من العمر 10 سنوات من سان لورينزو كاكاوتيبيك ، أواكساكا ، طفلاً. سُجن نوي فيلاسكيز فيلاسكيز ، مالك المنزل الذي استأجره والداها. |
| 9 نوفمبر 2007   | "إيفيتا"                 | 10 سنوات          | أليخاندرو توريس، ابن عمها البالغ من العمر 22 عاما                            | نيكاراغوا                                      | في الأصل من منطقة الجزر الريفية في إل تورتوجويرو ، أفقر جزء في نيكاراغوا ، ولدت "إيفيتا" البالغة من العمر 10 سنوات بعملية قيصرية في ماناغوا بعد أن أمضت شهرين في بلوفيلدز. قبل أربعة أشهر ، استدعت والدتها طبيب حملة إلى مزرعتهم لفحص بطن ابنتها المنتفخ ؛ وجد الطبيب أنها حامل في شهرها الخامس. بعد بضعة أسابيع ، كشفت والدتها للصحافة أن أليخاندرو ابن عم إيفيتا البالغ من العمر 22 عامًا اغتصب إيفيتا. |
| 29 فبراير 2008  | روزا "روزيتا"            | 10 سنوات، 8 أشهر  | كارمن أغيلار، زوجها البالغ من العمر 33 عاما                                  | نيكاراغوا                                      | روزا ("روزيتا الأخرى") ، ولدت في 25 يونيو 1997، في سان ميغيليتو ، قسم ريو سان خوان ، ولدت طفلًا بعملية قيصرية في 8 ونصف من الحمل في مستشفى بيرثا كالديرون في ماناغوا. تعرضت لاعتداء جنسي منذ سن الثامنة من قبل زوج والدتها كارمن ، ولم تعانين من الدورة الشهرية قط ، حيث أصبحت حاملاً في أول إباضة لها. كان زوج والدتها يضربها ويضربها لإخضاعها. تم اكتشاف حملها بالصدفة في عمر 5 ونصف، خلال جولة طبية ريفية للفقراء في أوائل ديسمبر 2007. |
| 28 أبريل 2008   | مجهولة الهوية            | 10 سنوات          | غوادالوبي جوتيريز - جاريز، زوجها البالغ من العمر 37 عاما                     | الولايات المتحدة الأمريكية                     | ابنة إيزابيل تشاسيريز البالغة من العمر 10 سنوات ، من سانت أنتوني ، أيداهو ، ولدت فتاة تزن حوالي 6 أرطال (2.7 كجم) في مستشفى ماديسون ميموريال في ريكسبورغ بعد أن اغتصبها صديق والدتها. [فشل التحقق] سُجن الرجل ، وهو مهاجر غير شرعي من المكسيك ، بتهمة جناية واحدة تتعلق بالاغتصاب مع الحمل ؛ تم سجن تشاسيريز أيضًا لفشلها في توفير الرعاية المناسبة قبل الولادة. حكم على خواريز بالسجن 5 سنوات. |
| 18 مارس 2009    | مجهولة الهوية            | 10 سنوات          | فيدي داتيلس، الجاني الجنس البالغ من العمر 33 عاما                            | الولايات المتحدة الأمريكية (في الأصل من هايتي) | حملت فتاة هاييتية تبلغ من العمر 10 سنوات من لانتانا بولاية فلوريدا بعد أن اغتصبها رجل يبلغ من العمر 33 عامًا عندما كانت في التاسعة من عمرها. 18 مارس 2009. في نفس اليوم ، أنجبت بشكل طبيعي ولدا كاملا. على مضض ، عرضت داتيلس للمحققين الذين أجروا مقابلات معها من خلال مترجم اللغة الكريولية الهايتية (كانت تتحدث الإنجليزية قليلاً فقط ، بعد أن وصلت بشكل غير قانوني إلى الولايات المتحدة قبل 30 شهرًا فقط). وأقرت بأنها كانت تخشى ترحيلها هي ووالدها إلى هايتي - وهو التهديد الذي استخدمه المغتصب ضدها. حُكم على داتيلوس بالسجن المؤبد بتهمة اغتصاب قاصر أقل من 12 عامًا ، وأضيف إليها 5 سنوات لتلقيحها. داتيلس مسجون حاليًا في مؤسسة اوكيكوبي الإصلاحية.                             |
| أبريل 2009.     | مجهولة الهوية            | 10 سنوات، 9 أشهر  | فلافيو، زوجها البالغ من العمر 24 عاما                                        | البرازيل                                       | أنجبت فتاة تبلغ من العمر 10 سنوات من لاغوا غراندي ، ميناس جيرايس ، ولدًا بعملية قيصرية في أواخر أبريل 2009. علمت مديرة مدرستها بحمل الفتاة في 20 مارس بعد أن سمعت عنها في مناقشات في الملعب بين الأطفال. نبه المدير السلطات القضائية والطبية والاجتماعية ، وأخذها على الفور إلى العيادة ، حيث تأكدت حالتها: كانت الفتاة حاملًا في شهرها الثامن تقريبًا ، على الرغم من عدم ظهورها عليها. في ذلك المساء ، كشفت زوج والدتها ، الذي تم القبض عليه أثناء محاولته الهروب إلى غوربي في توكانتينز ، على بعد 470 ميلاً (760 كم) إلى الشمال ، وسجن. في مارس 2008، بدأ في اغتصابها. حملها في أواخر يوليو 2008.                                                                                   |
| 8 يونيو 2009    | مجهولة الهوية            | 10 سنوات          | زوجها                                                                        | جنوب أفريقيا                                   | حملت فتاة من بلدة ميتشل بلين جنوب شرق كيب تاون بعد أن اغتصبها عمها البالغ من العمر 21 عامًا. اقتنعت أنها كانت تحبه وأنه والد طفلها. ومع ذلك ، أثبتت أدلة الحمض النووي أن الأب كان زوج أمها البالغ من العمر 25 عامًا ، والذي اغتصبها أيضًا. أنجبت الفتاة ابنة في 8 يونيو 2009. [بحاجة لمصدر] |
| 14 ديسمبر 2009  | مجهولة الهوية            | 10 سنوات          | رجل في منتصف 30s له                                                          | جامايكا                                        | أنجبت فتاة من سفح الجبل بجامايكا طفلة ماتت بعد ثلاثة أسابيع. |
| 4 يناير 2010    | M. P.                    | 10 سنوات          | شقيقها البالغ من العمر 15 عاما                                               | بوليفيا                                        | M.P. من إل تورنو ، بوليفيا ، ولدت بولادة قيصرية لفتاة تزن 2.3 كجم (5.1 رطل) في معهد ماتيرنولوجيكو بيرسي بولاند في سانتا كروز دي لا سييرا. اغتصبها ثلاثة من أشقاء الفتاة. كانت أعمارهم 15 و 17 و 19. أصغرهم كان والد طفلها البيولوجي. |
| مايو 2010.      | مجهولة الهوية            | 10 سنوات          | مجهول؛ يعتقد أن يكون والد طفلها الثاني، ماسون البالغ من العمر 49 عاما        | بوليفيا                                        | لم يكن والد طفلة تبلغ من العمر 10 سنوات معروفاً في الأصل ، ولكن عندما عادت نفس الفتاة من كابيزاس إلى مستشفى بيرسي بولاند ، في سانتا كروز دي لا سييرا ، في سن الثانية عشرة للولادة مرة أخرى ، نجحت السلطات في ذلك. لها أن تتحدث. لقد ألقوا القبض على بنّاء يبلغ من العمر 49 عامًا ، وأكد أنه والد الطفل الثاني ويشتبه في أنه الأول. وحكم عليه بتهمة اغتصاب قاصر وحملها. ويشتبه في أن عائلة الفتاة سمحت للرجال باغتصابها مقابل المال. |
| مايو 2010.      | m. l. ch.                | 10 سنوات          | والدها                                                                       | بوليفيا                                        | الفتاة البالغة من العمر 10 سنوات ، الأحرف الأولى من اسم M. L. Ch. ر ، من زانيا هوندا ، تاريخا ، أنجبت فتاة بوزن 3.5 كجم (7.7 رطل) بعملية قيصرية في بيرسي بولاند للأمومة بعد أن اغتصبها عامل بناء يبلغ من العمر 49 عامًا. بعد 15 شهرًا من ولادة طفلها الأول ، حملت بابن ، وادعت أن الأب كان شابًا اسمه أرماندو. بعد ولادة طفلها الثاني في 7 مايو 2012، اختفت ، واعترفت والدتها بأن طفلي ابنتها من الأب البيولوجي للابنة ، الذي اغتصب طفله منذ أن كانت في الثامنة من عمرها. |
| 12 يوليو 2010   | مجهولة الهوية            | 10 سنوات، 7 أشهر  | صديقها البالغ من العمر 12 عاما                                               | روسيا                                          | الفتاة ، من قرية بالقرب من كازان ، روسيا ، تحيض مبكرًا وأصبحت حاملًا قبل وقت قصير من بلوغها العاشرة من عمرها ، ووضعت فتاة قبل الأوان بشهر واحد في كازان. |
| 19 أغسطس 2010   | "كميل"                   | 10 سنوات          | والدها البالغ من العمر 27 عاما                                               | فيلبيني                                        | أنجبت فتاة تبلغ من العمر 10 سنوات ، تُعرف في وسائل الإعلام باسم "كاميل"، طفلاً في مدينة كوتاباتو. بدأ والدها ، الذي كان عاطلاً عن العمل وغالبًا ما يكون في حالة سكر ، في اغتصابها عندما كانت في الثامنة من عمرها. |
| 26 أكتوبر 2010  | إيلينا شيريتيسكو         | 10 سنوات، 6 اشهر  | غيورغي ميكيك، ابن عمها البالغ من العمر 13 عاما والخطوين السابق               | إسبانيا (في الأصل من رومانيا)                  | أنجبت تشيريتيسكو ، وهي فتاة رومانية غجرية ، فتاة 6.4 رطل (2.9 كجم) اسمها نيكوليتا نارسسا في مستشفى في خيريز دي لا فرونتيرا ، إسبانيا. كانت تشيريتيسكو حاملًا عندما انتقلت إلى إسبانيا وشوهدت تبيع الزهور مع أسرتها خلال عطلة محلية في ليبريجا بينما كانت في مراحل الحمل الأخيرة. بقي ميكيك في رومانيا. |
| 29 أكتوبر 2010  | مجهولة الهوية            | 10 سنوات          | ابن عمها البعيد البالغ من العمر 24 عاما                                      | كولومبيا                                       | أنجبت فتاة من شعب ويوا بعملية قيصرية في مستشفى سان رافائيل في سان خوان ديل سيزار.في أواخر شهر كانون الثاني (يناير) ، غابت والدة الفتاة ، سيباستيانا ماريا نيفيس ، لمدة عشرة أيام بجوار سرير والدتها المريضة. خلال هذا الوقت ، عندما كانت والدتها بعيدة ، اغتصب ابن عمها البالغ من العمر 24 عامًا الفتاة. |
| 10 نوفمبر 2010  | مجهولة الهوية            | 10 سنوات          | والدها                                                                       | بوليفيا                                        | أنجبت فتاة طفلاً يزن 2.3 كجم (5.1 رطل) في جناح الولادة في بيرسي بولاند في سانتا كروز دي لا سييرا ، بوليفيا. |
| 19 يناير 2011   | بولينا أ.                | 10 سنوات          | مجهول                                                                        | الأرجنتين                                      | بولينا أ. فتاة من غواراني من بويرتو ليوني ، أنجبت طفلًا وزنه 3.1 كجم (6.8 رطل) بعملية قيصرية في مستشفى في بوساداس. على الرغم من أن وثائقها الشخصية تشير إلى عمرها 10، إلا أنه يُشتبه في أنها أكبر منها. |
| 22 أكتوبر 2011  | إديث                     | 10 سنوات، 10 أشهر | ألبرتو هيرنانديز لوزا، زوجها البالغ من العمر 28 عاما                         | المكسيك                                        | أنجبت فتاة تبلغ من العمر 10 سنوات من مجتمع سان فرانسيسكو توتميهواكان بعملية قيصرية لطفل خديج يزن 3.3 رطل (1.5 كجم) في بويبلا. ذكرت في البداية أن الأب كان "غرينغو شيب مع سمبريرو" ؛ لكن والدتها كشفت خلال مقابلات الشرطة أن الأب البيولوجي هو زوج أم الفتاة الذي اغتصبها. |
| 24 يناير 2012   | لورا مارينا فيلانويفا    | 10 سنوات، 7 أشهر  | جاودينكو، شريك شقيقته الشقيقة البالغ من العمر 45 عاما                        | بيرو                                           | لورا مارينا فيلانويفا ، من سانتا مارتا ، بيرو. قام رفيق أختها الكبرى البالغ من العمر 45 عامًا ، وهو جندي سابق وجارتها ، باغتصاب الفتاة ثلاث مرات ، قبل عيد ميلادها بقليل في 24 يونيو. تم اكتشاف حملها في أواخر سبتمبر ، في 19 أسبوعًا ، بالصدفة بعد أن تم قبولها في لدغة ثعبان. كان الأب ، جاودينكو ، هاربًا عندما تم الإبلاغ عن الاكتشاف في وسائل الإعلام واستمر في التهديد بقتل الفتاة ووالدتها، نيديا. في 24 كانون الثاني (يناير) 2012، أنجبت فتىًا يبلغ وزنه 2.21 كيلوغرامًا (4.9 رطل) بعملية قيصرية ، سمته جاستن ، على اسم المغني جاستن بيبر. وحُكم على كاستانيدا بوليدو ، التي حملت سابقًا شقيقة الفتاة البالغة من العمر 15 عامًا ، بالسجن 35 عامًا.                                 |
| 29 مارس 2012    | مجهولة الهوية            | 10 سنوات          | مجهول؛ يشتبه في مشارك عمره 15 عاما من الفتاة                                 | كولومبيا                                       | أنجبت فتاة من شعب وايو فتاة يبلغ وزنها 2.6 كجم (5.7 رطل) و 47 سم (19 بوصة) بعملية قيصرية. في عيادة في ريوهاتشا. رفضت ابنتها. |
| مايو 2012.      | مجهولة الهوية            | 10 سنوات، 9 أشهر  | انتونيو، والدها البالغ من العمر 28 عاما                                      | البرازيل                                       | في أواخر ديسمبر 2011، اكتشف أنطونيو لشبونة فيليو ، 28 عامًا ، أن ابنته البالغة من العمر عشر سنوات ونصف ، والتي كان يغتصبها بانتظام منذ أن كانت في الثامنة من عمرها ، كانت حاملاً في شهرها الرابع. هرب من كوراتا ، مارانهاو مع زوجته ماريا ألفيس كونسيساو وأطفالهم الآخرين ، تاركين الفتاة مع جدتها لأمها. نبهت الجدة فرانسيسكا ماريا كونسيساو السلطات إلى الاغتصاب وهروب الوالدين لاحقًا. مع تقدم الحمل إلى ما بعد الموعد القانوني للإجهاض ، وضعت الفتاة الطفل عن طريق عملية قيصرية في أوائل مايو 2012، قبل شهر من الموعد المحدد. وبحسب شهادة الشرطة ، فإن الرجل متهم أيضا باغتصاب أخت الفتاة البالغة من العمر 8 سنوات.                                                              |
| 11 مايو 2012    | مجهولة الهوية            | 10 سنوات، 11 شهر  | ابن عمها البعيد البالغ من العمر 15 عاما                                      | الأرجنتين                                      | تم إدخال الفتاة ، من سان ميغيل ، الأرجنتين ، إلى مستشفى فيدال في كورينتس في أوائل مارس 2012 بعد شكوى من آلام في المعدة وتورم في المعدة. بعد الفحص بالموجات فوق الصوتية ، أدرك الأطباء أنها حامل في الأسبوع السادس والعشرين. وذكرت الفتاة أن ابن عمها البالغ من العمر 15 عاما اغتصبها في أواخر أغسطس / آب 2011. ومنذ ذلك الحين حوكم. أنجبت قبل شهر واحد من موعدها بعملية قيصرية لفتاة يبلغ وزنها 2.420 كجم (5.34 رطل) ، 45 سم (18 بوصة) ، سميت تاتيانا ووضعت في حاضنة وعلى تغذية بالتنقيط. |
| 13 أغسطس 2015   | مينامبي.                 | 10 سنوات          | جيلبيرتو، زوجها البالغ من العمر 42 عاما                                      | باراجواي                                       | أحضرتها والدتها إلى مستشفى أسونسيون ، التي اعتقدت أنها مصابة بورم ، حيث اكتشف الأطباء أنها حامل في شهرها الخامس وأبلغوا السلطات. أخبرا الأم أن حياة ابنتها كانت في خطر وطلبت الإذن من حكومة باراغواي لإجراء عملية إجهاض ، وهو الأمر الذي رُفض. أثارت القضية نقاشا وطنيا وخارجيا حول قوانين باراغواي الصارمة المناهضة للإجهاض. فر زوج الأم ، لكن تم القبض عليه في بوكيرون ، مقاطعة كازابا. نفى الأبوة ولكن اختبار الحمض النووي جاء إيجابيًا. كانت والدة مينومبي قد شجبت بينيتيز للاعتداء الجنسي على ابنتها أربع مرات في العام السابق ، لكن السلطات لم تتدخل أبدًا. بعد اكتشاف الحمل ، تم القبض عليها ووجهت لها تهمة الإهمال والاعتداء الجنسي على طفل ، وحكم عليها بالسجن شهرين للأول. |
| 5 أغسطس 2019    | ماسينجين.                | 10 سنوات          | مجهول                                                                        | نيجيريا                                        | فتاة من نيجيريا أنجبت ابنتها. |